# Список сюрреалісток
Даний список включає художниць, фотографинь, режисерок, авторок та мисткинь інших сфер, пов'язаних з рухом сюрреалізму, що зародився на початку 1920-х, навіть якщо самі вони себе до нього не відносили.
| Портрет | Ім'я                | Роки        | Локація          | Сфера                              | Внесок |
| ------- | ------------------- | ----------- | ---------------- | ---------------------------------- | --- |
|         | Гертруда Аберкромбі | 1909–1977   | Чикаго           | Художниця                          | Стала відомою в 1930-х і 40-х, пишучи бідно вмебльовані інтер'єри, пустирі, автопортрети, натюрморти. Характерна деталь — самотня жінка в спадному одязі, часто з атрибутами чаклунства, автобіографічність творчості. Також створювала ксилографії. Була залучена до сцени джазової музики і товаришувала з такими людьми, як Діззі Гіллеспі, Чарлі Паркер і Сара Воган. |
|         | Меріон Аднемс       | 1898–1995   | Англія           | Живописиця, графікеса, креслярка   | Відома сюрреалістичними картинами, де очевидно нез'єднані об'єкти складаються в незвичні, часто розташовані на вулиці, речі та простори (серед котрих трапляються пейзажі рідного для мисткині Дербі). |
|         | Ейлін Агар          | 1899–1991   | Британія         | Художниця, фотографиня             | Видатна британська сюрреалістка. Створювала складні колажі і картини абстрактних органічних форм, використовуючи різноманітні об'єкти (інколи — знайдені на вулиці) для утворення об'ємних інсталяцій. Писала також в кубістській абстракції. |
|         | Фанні Бреннан       | 1921–2001   | Франція-Америка  | Художниця                          | Типово 3-4-дюймові полотна зазвичай комбінували предмети вжитку (такі як кнопки) з пейзажами. Представлена в двох шоу в 1941 книжковим магазином Вейкфілд. Працювала для Harpers Bazaar та Музею Метрополітен. В 1944 працювала в Європі для Office of War Information. Майже 20 років після пологів не писала, відновилася в1970. З 1973 мала три сольні виставки з Бетті Парсонс та дещо з Coe Kerr Gallery.[1] Книга робіт Бреннан Skyshades вийшла в 1990 зі вступом Calvin Tomkins.             |
|         | Еммі Бріджвотер     | 1906–1999   | Англія           | Художниця, поетка                  | Поєднувала сюрреалістські кола Брмінгема і Лондона, будучи важливою учасницею Birmingham Surrealists та British Surrealist Group. Працювала в живописі, чорнилі та колажах. Часті природні образи (птахи, яйця, листя, фрукти, лінії «вусиків винограду»), вигадані пейзажі. Відзначалася «срреалістським сарказмом», атмосферою/темами сну, фантазії, галюцинації, насильства, жорстокості, життя та смерті, добра та зла. Картини справляють значний емоційний вплив. Виставлялася з 1937 до 1996. |
|         | Ремедіос Варо       | 1908 –1963  | Мексика, Іспанія | Художниця                          | Фантастка, анархістка, вкладала в свої фантастичні роботи філософські та містичні підтексти (студіювала праці Блаватської, Юнга, Фрейда), її босхіанське мистецтво описували як «постсучасну алегорію». Спілкувалася та дружила з Фрідою Кало і Дієго Ріверою, близько здружилася з сюрреалісткою Леонорою Керрінгтон. Відома казковими картинами наукового апарату. Роботи Варо успішно виставляютьсяч в Мексиці та США (відома передусім у Мексиці).                                               |
|         | Джейн Граверол      | 1905 — 1985 | Франція, Бельгія | Художниця                          | Тісно пов'язана з розвитком бельгійського сюрреалізму. Вважала свої полотна «пробудженими, свідомими мріями». Колективний портрет бельгійських сюрреалістів «La Goutte d'eau». Запропонувала оригінальну, мрійливу версію жіночої чутливості в живописі, подану точною і холодною технікою. Співпрацювала з Марселем Маріанном, перетиналась з Магріттом, Луї Скютенером і Полем Нуже. |
|         | Жермен Дюлак        | 1882 — 1942 | Франція          | Кінорежисерка                      | Сценаристка, теоретикиня кіно. В 1928 році зрежисувала стрічку Раковина і священник. Ввела в ужиток термін «авангард» для позначення експериментального французького кіно 1920-х. |
|         | Фріда Кало          | 1907 –1954  | Мексика          | Художниця                          | Всесвітньо знана сюрреалістка (хоча сама ярлик відкидала), феміністська ікона. Авторка психоделічних портретів-оповідей з високою деталізацією та напруженим драматизмом, що мали широкі культурні та автобіографічні підтексти. Досліджувала тіло (зокрема, нетипове, жіночність, культурну ідентичність та етнос, стосунки, бісексуальність, політику. |
|         | Леонора Керрінгтон  | 1917 –2011  | Мексика          | Письменниця, художниця, феміністка | Живопис, проза («Дебютантка», роман «Там, внизу») і драматургія («Фланелева нічна сорочка») насичені фантастикою сновидінь, мотивами кельтської і центрально-американської міфології, гротескним гумором, інтересом до «чудового в буденному». Знімалася в кіно, створювала фрески. Товаришувала з Ремедіос Варо і Фрідою Кало, Пасом, Фуентесом, Ходоровським. |
|         | Шейла Легг          | 1911 — 1949 |                  | Перформерка                        | Перформанс 1936 року на Трафальгар-сквер до відкриття Лондонської міжнародної сюрреалістичної виставки: позувала в ансамблі, натхненному картиною Далі, з головою, повністю прихованою в квітковій композиції. |
|         | Дора Маар           | 1907 — 1997 | Хорватія-Франція | Фотографиня, художниця, модель     | Відкрила власне фотоательє. Фотомонтаж «Папаша Убю» став візитівкою сюрреалістичного мистецтва. Художній спадок (понад 400 фото і документів) оцінений публікою й критикою тільки посмертно. Дев'ять років позувала для Пікассо, займалася психоаналізом у Лакана. |
|         | Аліна Шапочніков    | 1926 — 1973 | Польща           | Скульпторка, художниця             | Пережила Голокост. Експериментаторка, феміністка, через сюрреалістичне спотворення людського тіла відкидала табуювання тем жіночої тілесності, сексуальності, інтимності та ідентичності. Працювала в гіпсі, полімерах, смолі на стику поп-арту й нового реалізму, також малюнки і пам'ятники. |

## Художниці
- Леонор Фіні (1907—1996), народилася в Буенос-Айресі, виросла у Трієсті, зустрічалася з сюрреалістами в 1936, але офіційно не приєдналася. Писала вражаючі образи, часто зі сфінксами або привидами.[5]
- Ithell Colquhoun (1906—1988), британська художниця і сюрреалістська авторка.
- Валентина Гюго (1887—1968), ілюстраторка, брала участь у сюрреалістичному русі між 1930 і 1936 роками. Одружена з Жаном Х'юго.
- Грета Кнутсон (1899—1983), шведська художниця і письменниця, в 1930-х з Трісаном Тцара.
- Маруя Малло (1902—1995), іспанська живописиця, у 30-х роках була під впливом сюрреалізму.
- Маргарет Модлін (1927—1998), американська художниця-сюрреалістка, скульпторка і фотографиня, провела більшу частину дорослого життя в Іспанії.
- Манон Потвін (нар. 1968), франко-канадська художниця і поетка прози. Сюрреалістська художниця фантастичного мистецтва в природі.
- Аліса Рахон (1904—1987), французько-мексиканська поетка і художниця. Її роботи сприяли зародженню абстрактного експресіонізму в Мексиці.
- Едіт Ріммінгтон (1902—1986), британська художниця і фотографка.
- Пенелопа Роземонт (1942), письменниця і художниця, приєдналася до сюрреалістичної групи в Парижі 1965 року і зустрілася з Андре Бретоном. У Чикаго з друзями організувала активну сюрреалістичну групу, пов'язану з бретонською. Її картини виставлялися на Венеційській бієнале 1986 року.
- Кей Мудрець (1898—1963), художниця, почала писати сюрреалістичні пейзажі наприкінці 1930-х, познайомившись і одружившись з Івом Тангуєм в 1940.[5]
- Єва Шванкмаєрова (1940—2005), чеська художниця, керамістка і письменниця. Співпрацювала з Яном Шванкмаєром у фільмах, таких як Аліса, Фауст і Змовники задоволення.
- Дороті Теннін (1910—2012), американська живописиця, скульпторка, графікеса, письменниця і поетка, на ранні роботи вплинув сюрреалізм. Стала частиною сюрреалістських кіл в Нью-Йорку в 1940-х, була одружена з сюрреалістом Максом Ернстом.
- Бріджит Бейт Тіхенор (1917—1990), художниця, народжена в Парижі, британського походження, домом обрала Мексику. Сюрреалістична художниця фантастичного мистецтва в школі магічного реалізму і модна редакторка.
- Toyen (1902—1980), чеська художниця, письменниця, ілюстраторка, членкиня сюрреалістичного руху.

## Скульпторки
- Еліса Бретон (1906—2000) — французька скульпторка, художниця і письменниця, народилася в Чилі. Третя дружина Андре Бретона, створювала сюрреалістичні коробки[fr].
- Мерет Оппенгейм (1913—1985) — німецько-швейцарська скульпторка і фотографка. Її найвідомішою скульптурою є Об'єкт (сніданок у хутрі), чашка, блюдце і ложка, повністю укладені в м'яке коричневе хутро.[5] Одна з моделей Ман-Рея.
- Mimi Parent (1924—2005) — канадська скульпторка і художниця, яку Бретон назвав однією з «життєвих сил» сюрреалізму. Її «картинні об'єкти» були гібридами між живописом і скульптурою.

## Фотографині
- Клод Кахун (1894—1954), французька фотографиня і письменниця, пов'язана з сюрреалістичним рухом.
- Nusch Éluard (1906—1946) — французька фотографиня, перформансистка і модель.
- Генрієт Гріндат (1923—1986), одна з небагатьох швейцарок, яка зацікавилася мистецькою фотографією, спілкуючись з Бретоном, а потім співпрацюючи з Камю.
- Іда Кар (1908—1974) — російська фотографиня, жила і працювала в Парижі, Каїрі та Лондоні.
- Еміла Медкова (1928—1985), чеська фотографиня, яка почала випускати сюрреалістичні твори в 1947 році, перш за все чудові документальні зображення міського середовища.
- Лі Міллер (1907—1977) — американська фотографиня, фотожурналістка і модель.
- Франческа Вудман (1958—1981) — американська фотографиня, досліджувла зв'язок між тілом та його оточенням.
- Каті Хорна (1912—2000), мексиканська фотожурналістка, уродженка Угорщини, сюрреалістична фотографка і вчителька.

## Письменниці та поетки
- Aase Berg (нар. 1967) — шведська поетка і критикиня, була серед членів-засновників Стокгольмської сюрреалістичної групи у 1986 році.
- Лізе Дехарме (1898—1980) — французька письменниця, пов'язана з сюрреалістичним рухом.
- Ірен Гамур (1906—1994) — бельгійська письменниця і поетка.
- Джойс Мансур (1928—1986), єгипетсько-французька поетка. Вперше захопилась сюрреалізмом у Каїрі, переїхала до Парижа в 1953 році.
- Ольга Ороско (1920—1999) — аргентинська поетка сюрреалістичного покоління «Tercera Vanguardia».
- Алехандра Пісарник (1936—1972) — аргентинська поетка під впливом сюрреалізму.[7]
- Валентина Пенроуз (1898—1978) — французька поетка-сюрреалістка, авторка і колажистка.
- Гізель Прасінос (1920—2015) — французька письменниця грецької спадщини, пов'язана з сюрреалізмом після своєї першої публікації у 14 років.
- Гія Рісарі (1971 р.) — італійська письменниця, письменниця, есеїстка, перекладачка.
- Пенелопа Роземонт (нар. 1942) — американська письменниця, художниця, фотографиня, колажистка і співзасновниця Чиказької сюрреалістичної групи. Антологія під її редакцією Сюрреалістичні жінки продемонструвала широту внеску жінок у сюрреалізм.
- Гінка Стейнвакс (нар. 1942) — німецька вчена і письменниця. Її докторська дисертація про Бретона опублікована як Mythologie des Surrealismus.
- Бланка Варела (1926—2009) — перуанська поетка. Октавіо Пас охарактеризував її поезію у «духовній лінії» сюрреалізму.[8]
- Хайфа Зангана (нар. 1950) — іракська письменниця, активно займається сюрреалістичною діяльністю в Лондоні.[9]
- Уніца Цюрн (1916—1970) — німецька письменниця і художниця. Писала анаграмну поезію, виставляла автоматичний малюнок і співпрацювала з Гансом Белмером як його фото-модель.

## Кінематографістки
- Неллі Каплан (нар. 1931) — французька «неосюрреалістична» кінорежисерка і письменниця.

## Дизайнерки
- Ельза Скіапареллі (1890—1973), італійська модельєрка, колежанка, подруга та співробітниця Далі та Леонора Фіні.[10]